# Pimelia laevidorsis
Pimelia laevidorsis es una especie de escarabajo del género Pimelia, tribu Pimeliini, familia Tenebrionidae. Fue descrita científicamente por Reitter en 1915.

## Descripción
Mide 18 milímetros de longitud.

## Distribución
Se distribuye por Arabia.